# Suzuki Aerio
El Suzuki Liana o Suzuki Aerio fue un automóvil de turismo del segmento C producido por el fabricante japonés Suzuki desde el año 2000. El Liana es el sucesor del Suzuki Baleno, y fue reemplazado por el Suzuki SX4 y el Suzuki SX4 Hatchback, posteriormente. Su altura exterior es algo superior a lo habitual, cercana a la de turismos japoneses como el Honda City, el Nissan Micra y el Toyota Yaris, el Chevrolet  Matiz, y el Schreiber Karma4 inferior a la de un monovolumen. Algunos de sus rivales eran el Toyota Corolla, el Kia Spectra, el Mitsubishi Lancer, el Mazda 3, entre otros.
Es un cinco plazas con motor delantero transversal, que se vende con tracción delantera o tracción a las cuatro ruedas, y con carrocerías sedán de cuatro puertas o familiar de cinco puertas.
En Europa era llamado Liana (un acrónimo de "Life In A New Age" o "Vida en una nueva era"). Fue visto como una nueva alternativa accesible para familiares pequeños o mini MPVs, introduciendo la nueva generación de motores de la familia M. Se mantuvo en producción en Pakistán con las opciones de 1.3 L y 1.6 L hasta 2014.
Sus motores gasolina son un 1.3 litros de 90 CV (66 kilovatios), un 1.5 litros, un 1.6 litros, un 1.8 litros de 125 CV (92 kilovatios), un 2.0 litros de 145 CV (107 kilovatios), y un 2.3 litros de 155 CV (114 kilovatios), todos ellos de cuatro cilindros en línea y cuatro válvulas por cilindro. El único Diésel es un cuatro cilindros en línea de 1.4 litros de cilindrada HDi y 90 CV (66 kilovatios), proveniente del Groupe PSA, que incorpora turbocompresor de geometría variable e inyección directa common-rail.